# Lubuntu
Lubuntu（ルブントゥ、/luːˈbuːntuː/）はUbuntuから派生したディストリビューションであり、「軽量で、リソース消費量が少なく、省エネ」なことを目指したプロジェクトである。デスクトップ環境には18.10以降はLXQtを使用している。かつてはLXDEを使用していた。
LXDEはOpenboxウィンドウマネージャーを使用することで、ネットブックやノートパソコン、旧型のPCなどのために軽量化を図っており、その点でLubuntuはXubuntuと共通しているが、最初のレビューによると通常インストールや一般的な使用状況ではXubuntuやUbuntuの半分のRAMしか使用しない。

## 名前の由来
Lubuntuという名前はLXDE(現在はLXQt)とUbuntuの組み合わせからなる。LXDEはLightweight X11 Desktop Environmentの頭字語で、Ubuntuはズールー語やコサ語で他者への思いやりを意味する。

## 歴史
LXDEは、最初にUbuntu 8.10 "Intrepid Ibex"の追加パッケージとして作られた。また、その前のバージョンにも（少し手間はかかるが）インストールすることができる。
2009年2月、マーク・シャトルワース（Ubuntuの創始者）はLXDEプロジェクトをUbuntuコミュニティ内で独立したプロジェクトになるよう招待した。これはLubuntuと呼ばれる新しい派生Ubuntuを作るという目的があった。
2009年3月、Mario BehlingによりLaunchpad上でLubuntuプロジェクトが開始された。このとき初期のプロジェクトロゴも作られた。また、Behlingによりアプリケーション、パッケージ、コンポーネントのリストを含む公式のUbuntuウィキプロジェクトページも作られた。
2009年8月、最初のテスト用ISOイメージファイルがLive CDとしてリリースされたが、これにはインストールオプションがなかった。
2009年12月30日、Lubuntu 10.04 Lucid LynxのAlpha 1 "Preview"バージョンのISOイメージがテスト用に公開され、2010年1月24日にはAlpha 2が出た。
2011年5月11日、Lubuntu 11.10を最初の安定版とし、正式にUbuntuの公式プロジェクトとして取り込まれることが発表された。
2014年4月17日、Lubuntu 14.04を公開。シリーズとしては初の長期サポート(LTS)となった。ただしサポート期間はUbuntu LTSと違い3年間である。

## 評価
Linux MagazineのレビュアーChristopher Smartによる最初のテストでは、LubuntuのRAM使用量は通常インストール状態でデスクトップとして使われたXubuntuやUbuntuのほぼ半分であり、Live CDを使った場合1/3になることが示された。

## リリース履歴
| 最新のリリース | サポート終了したリリース | サポート中のリリース | 将来のリリース |

| バージョン | コードネーム      | リリース日     | サポート期限 | 備考                                                                     |
| ---------- | ----------------- | -------------- | ------------ | ------------------------------------------------------------------------ |
| 8.10       | Intrepid Ibex     | 2008年10月30日 | 2010年4月    | オプションパッケージとしてのみ入手可能                                   |
| 9.04       | Jaunty Jackalope  | 2009年4月23日  | 2010年10月   | オプションパッケージとしてのみ入手可能                                   |
| 9.10       | Karmic Koala      | 2009年10月26日 | 2011年4月    | オプションパッケージとしてのみ入手可能                                   |
| 10.04      | Lucid Lynx        | 2010年5月2日   | 2013年4月    | 初めてのスタンドアローン版、古いCPUをサポートするためにLTSとして扱われた |
| 10.10      | Maverick Meerkat  | 2010年10月28日 | 2012年4月    | 安定ベータ版                                                             |
| 11.04      | Natty Narwhal     | 2011年4月28日  | 2012年10月   | 安定ベータ版                                                             |
| 11.10      | Oneiric Ocelot    | 2011年10月13日 | 2013年4月    | 安定版                                                                   |
| 12.04      | Precise Pangolin  | 2012年4月      | 2013年10月   | 安定版。LTSではない                                                      |
| 12.10      | Quantal Quetzal   | 2012年10月     | 2014年4月    | 安定版                                                                   |
| 13.04      | Raring Ringtail   | 2013年4月      | 2014年1月    | 安定版。このバージョンから非LTSリリースのサポート期間が変更されている    |
| 13.10      | Saucy Salamander  | 2013年10月     | 2014年7月    | 安定版                                                                   |
| 14.04      | Trusty Tahr       | 2014年4月      | 2017年4月    | 安定版（LTS）                                                            |
| 14.10      | Utopic Unicorn    | 2014年10月     | 2015年7月    | 安定版                                                                   |
| 15.04      | Vivid Vervet      | 2015年4月      | 2016年1月    | 安定版                                                                   |
| 15.10      | Wily Werewolf     | 2015年10月     | 2016年7月    | 安定版                                                                   |
| 16.04      | Xenial Xerus      | 2016年4月      | 2019年4月    | 安定版（LTS）                                                            |
| 16.10      | Yakkety Yak       | 2016年10月     | 2017年7月    | 安定版                                                                   |
| 17.04      | Zesty Zapus       | 2017年4月      | 2017年12月   | 安定版                                                                   |
| 17.10      | Artful Aardvark   | 2017年10月     | 2018年7月    | 安定版                                                                   |
| 18.04      | Bionic Beaver     | 2018年4月      | 2021年4月    | 最後のLXDEの安定版（LTS）。以降はLXQtが導入された                        |
| 18.10      | Cosmic Cuttlefish | 2018年10月     | 2019年7月    | 安定版                                                                   |
| 19.04      | Disco Dingo       | 2019年4月      | 2020年1月    | 安定版                                                                   |
| 19.10      | Eoan Ermine       | 2019年10月     | 2020年7月    | 安定版                                                                   |
| 20.04      | Focal Fossa       | 2020年4月      | 2023年4月    | 安定版（LTS）                                                            |
| 20.10      | Groovy Gorilla    | 2020年10月     | 2021年7月    | 安定版                                                                   |
| 21.04      | Hirsute Hippo     | 2021年4月      | 2022年1月    | 安定版                                                                   |
| 21.10      | Impish Indri      | 2021年10月     | 2022年7月    | 安定版                                                                   |
| 22.04      | Jammy Jellyfish   | 2022年4月      | 2025年4月    | 安定版（LTS）                                                            |
| 22.10      | Kinetic Kudu      | 2022年10月     | 2023年7月    | 安定版                                                                   |
| 23.04      | Lunar Lobster     | 2023年4月      | 2024年1月    | 安定版                                                                   |
| 23.10      | Mantic Minotaur   | 2023年10月     | 2024年7月    | 安定版                                                                   |
| 24.04      | Noble Numbat      | 2024年4月      | 2027年4月    | 安定版（LTS）                                                            |
| 24.10      | Oracular Oriole   | 2024年10月     | 2025年7月    | 安定版                                                                   |
| 25.04      | Plucky Puffin     | 2025年4月      | 2026年1月    | 安定版                                                                   |

## スクリーンショット

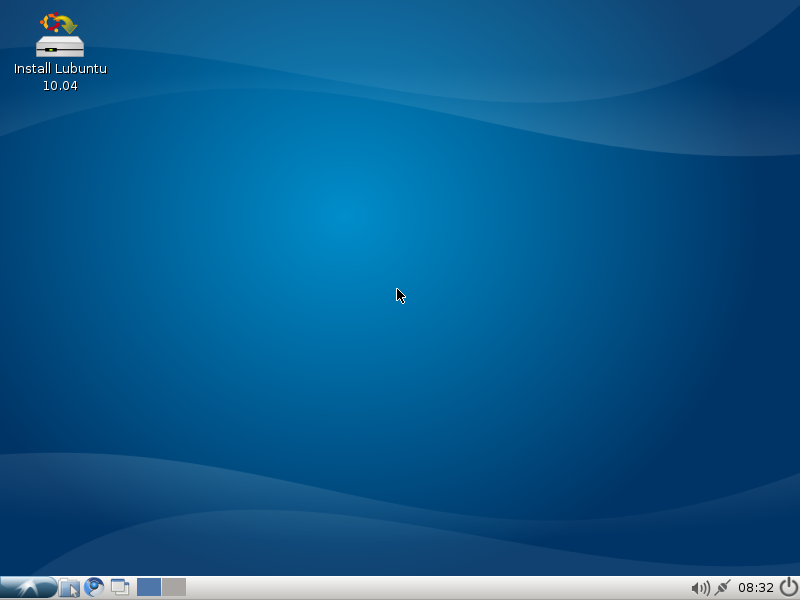
10.04(Lucid Lynx)
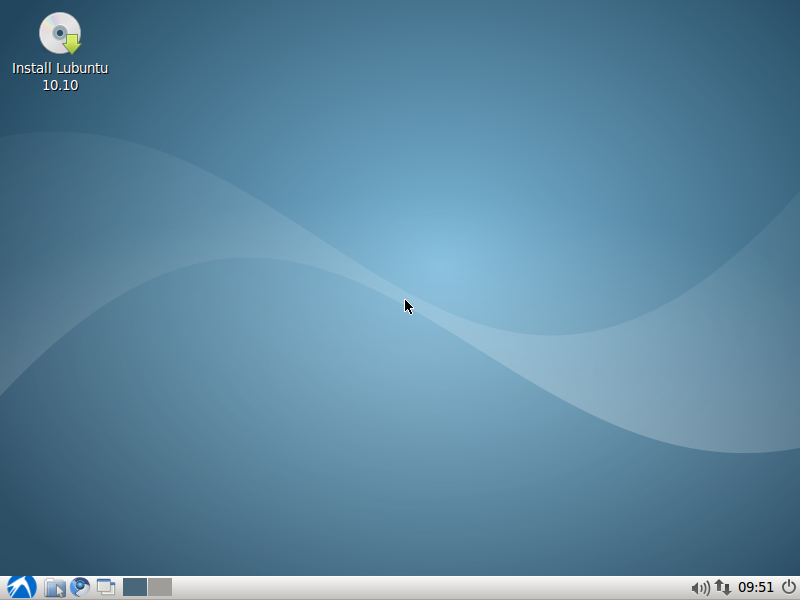
10.10(Maverick Meerkat)
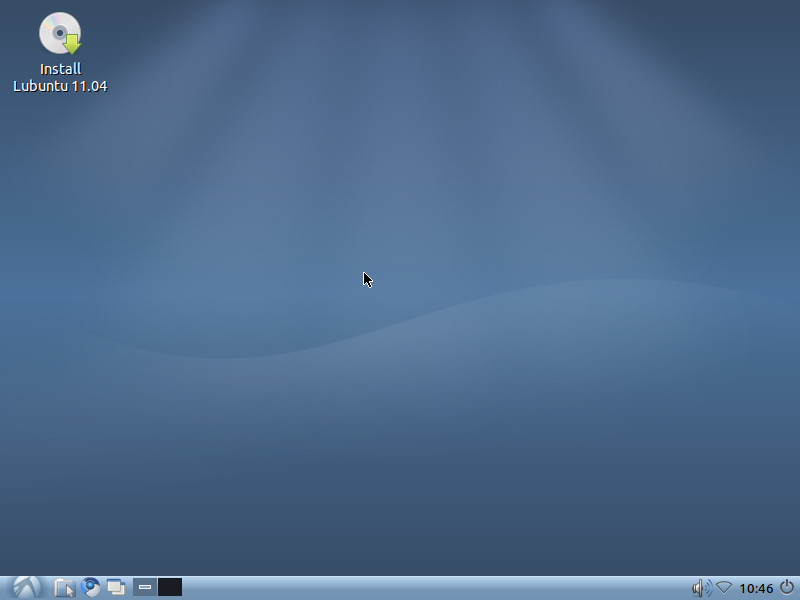
11.04(Natty Narwhal)
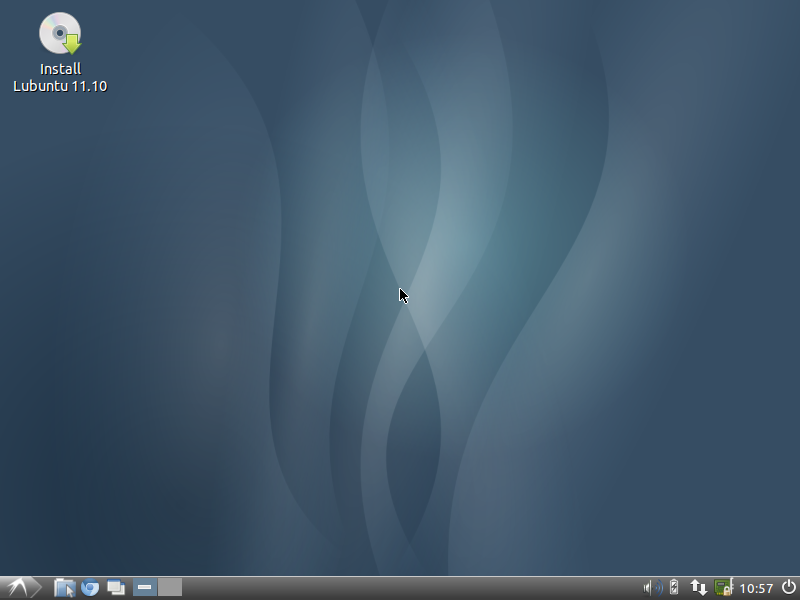
11.10(Oneiric Ocelot)
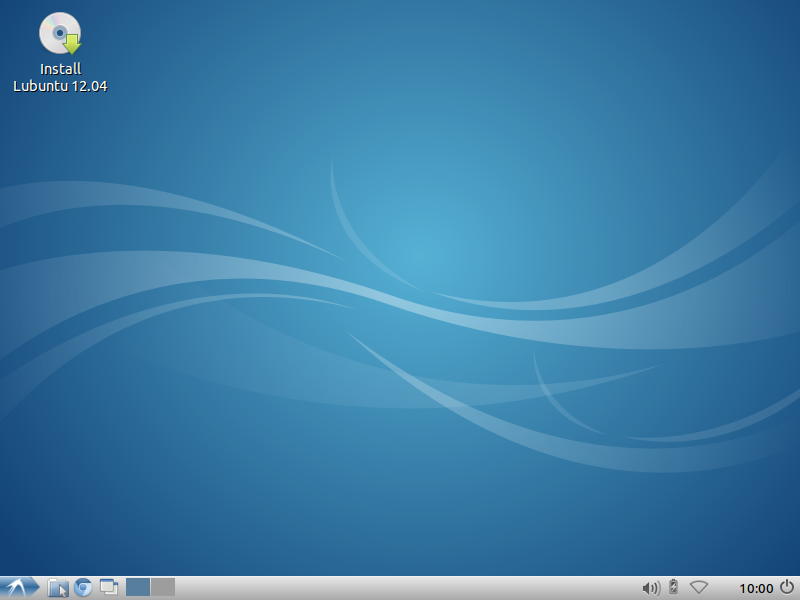
12.04(Precise Pangolin)
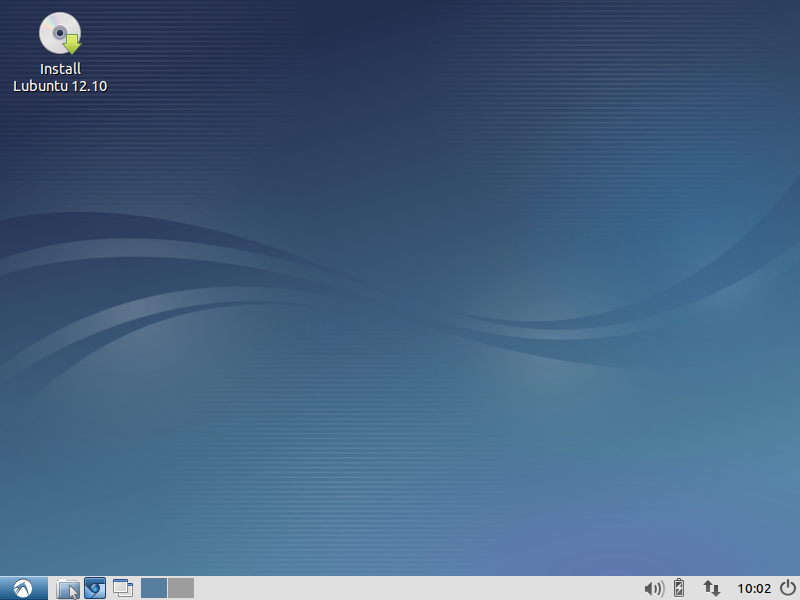
12.10(Quantal Quetzal)
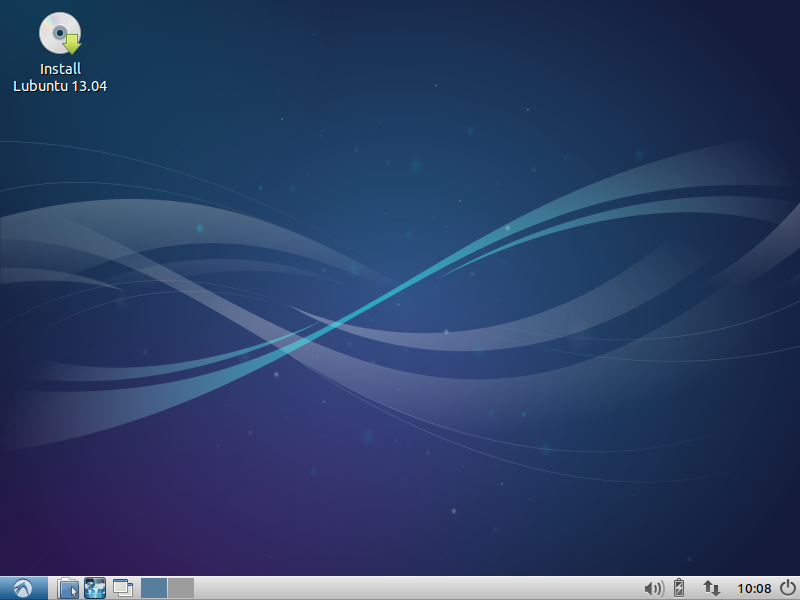
13.04(Raring Ringtail)
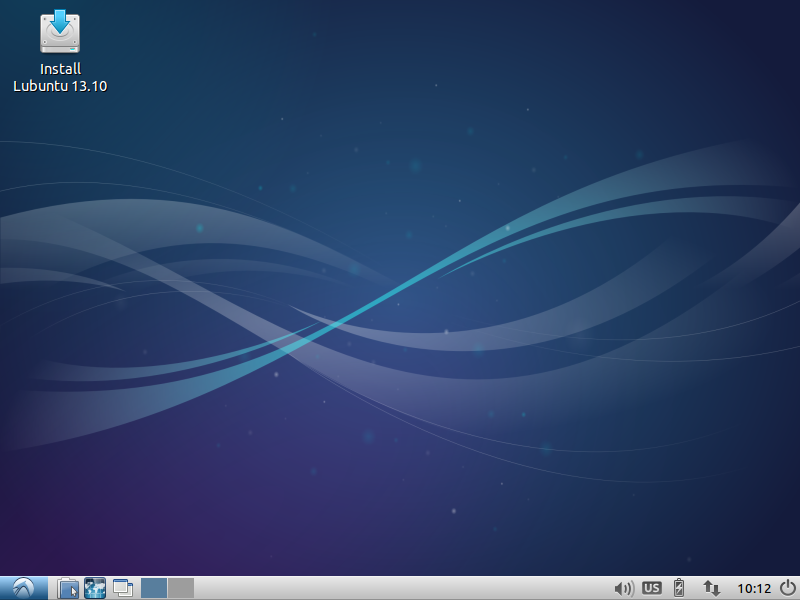
13.10(Saucy Salamander)
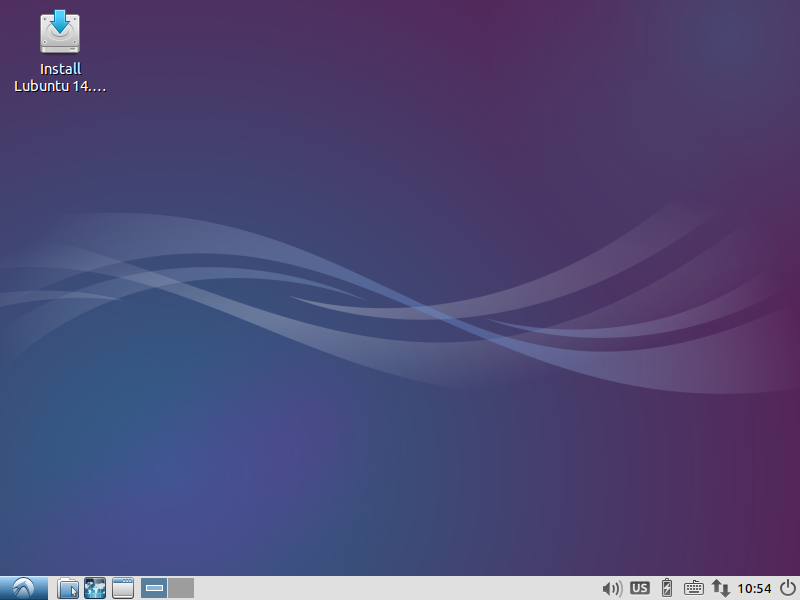
14.04(Trusty Tahr)
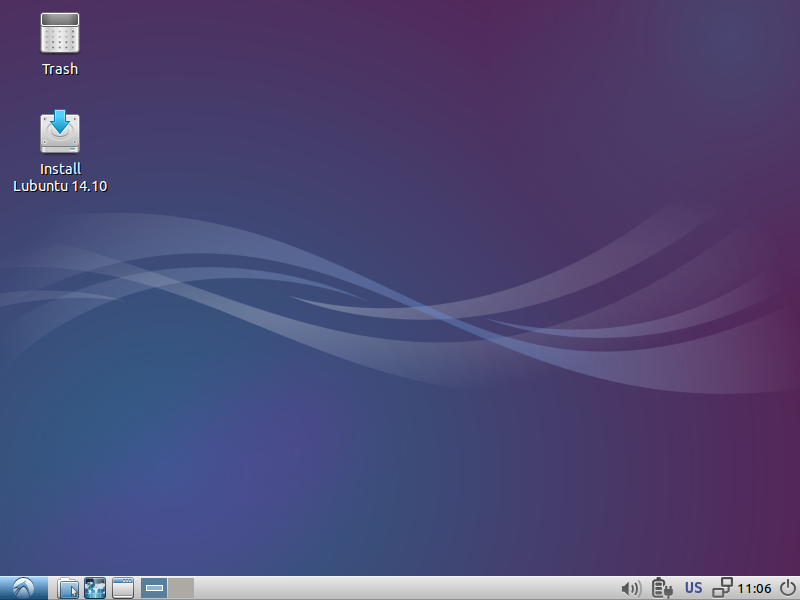
14.10(Utopic Unicorn)
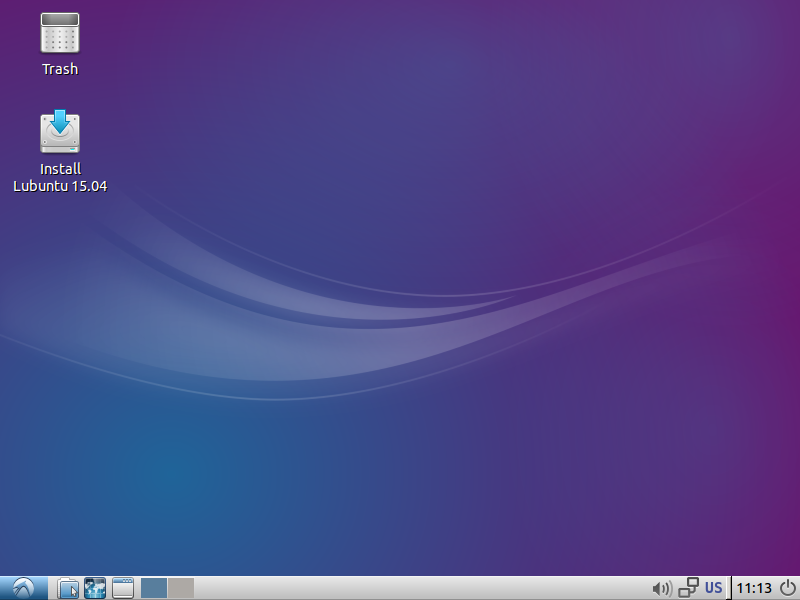
15.04(Vivid Vervet)
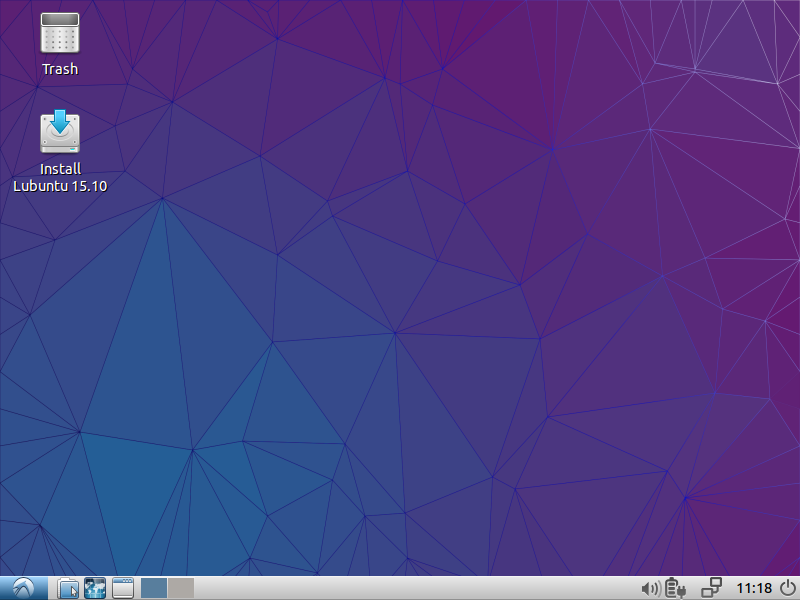
15.10(Wily Werewolf)
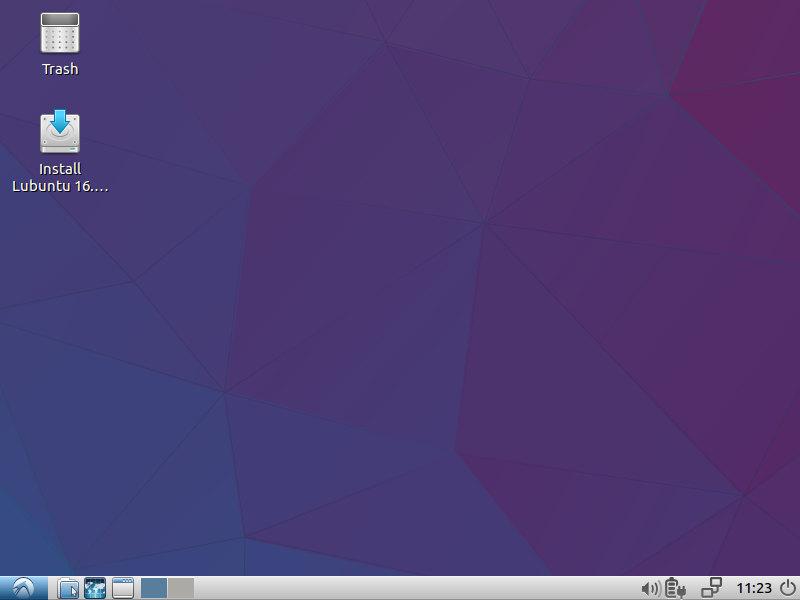
16.04(Xenial Xerus)
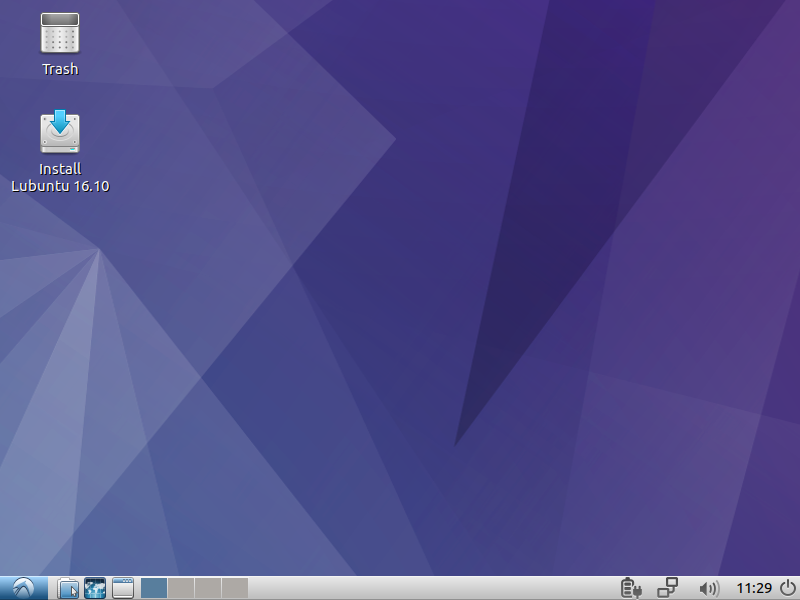
16.10(Yakkety Yak)
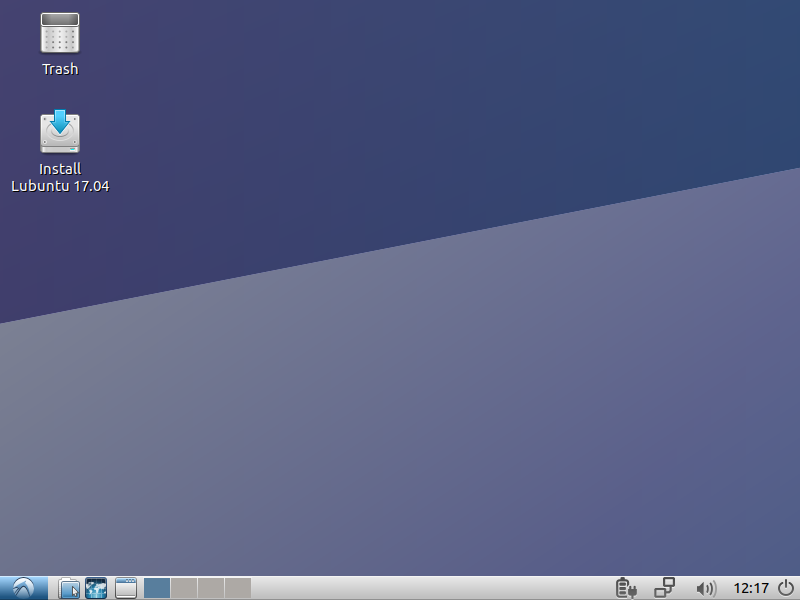
17.04(Zesty Zapus)
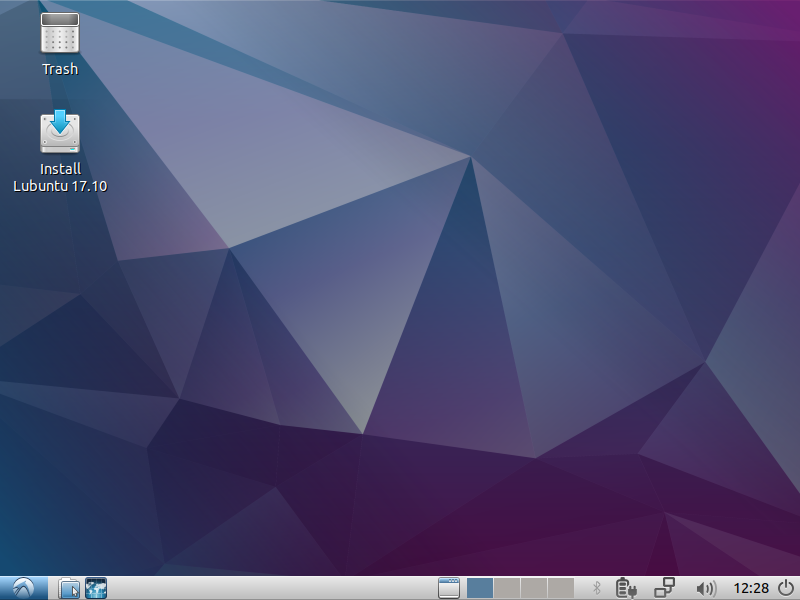
17.10(Artful Aardvark)
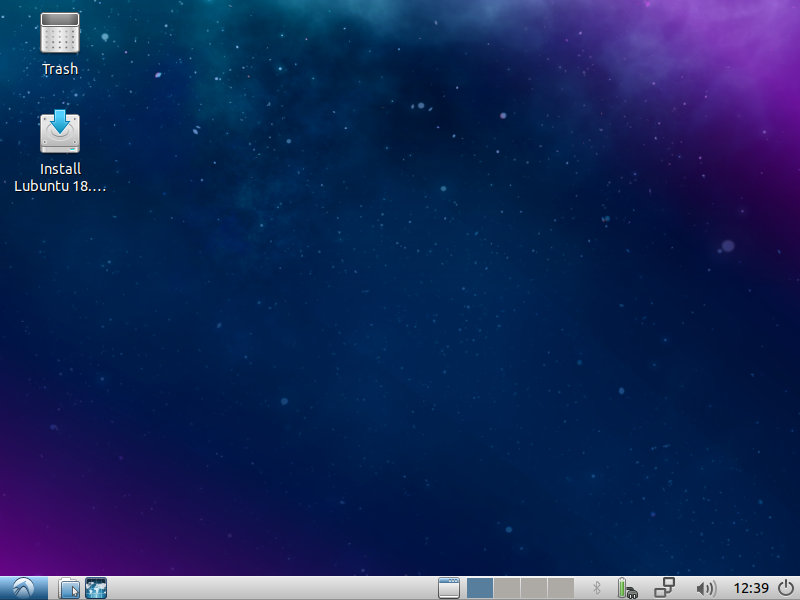
18.04(Bionic Beaver)
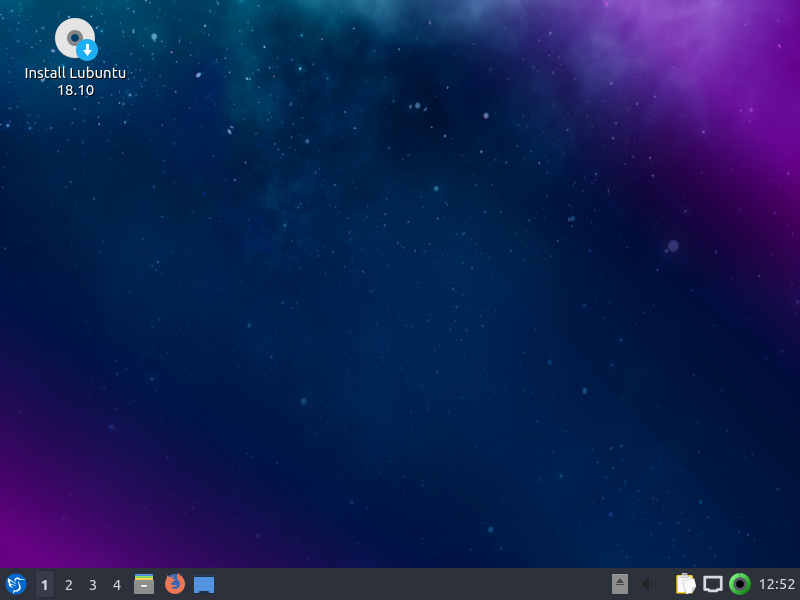
18.10(Cosmic Cuttlefish)
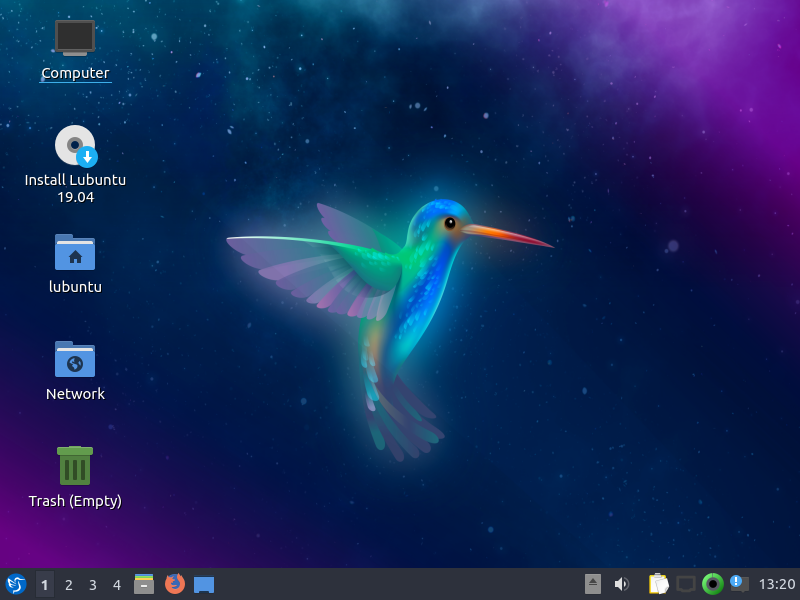
19.04(Disco Dingo)
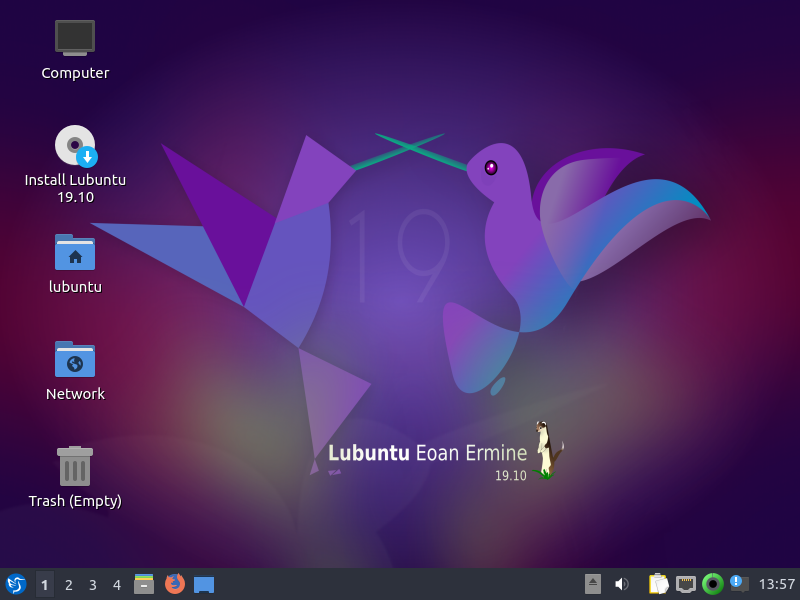
19.10(Eoan Ermine)
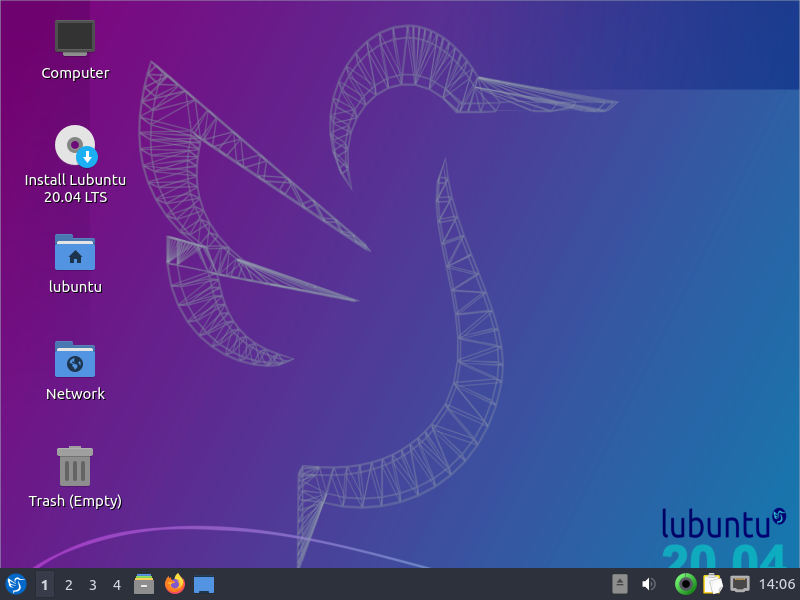
20.04(Focal Fossa)
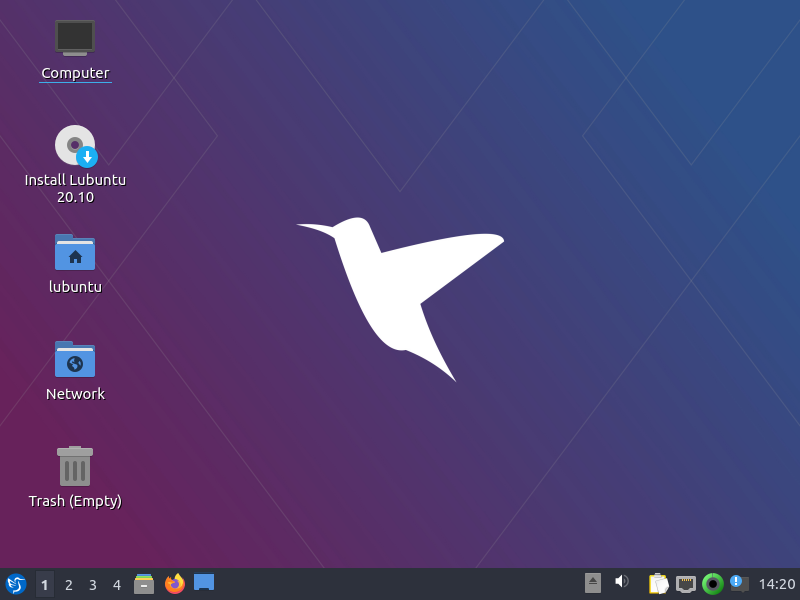
20.10(Groovy Gorilla)
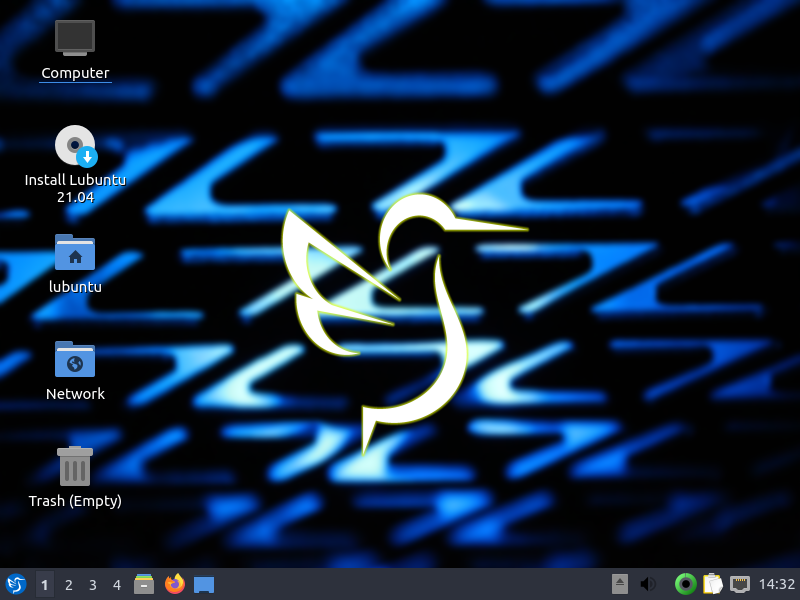
21.04(Hirsute Hippo)
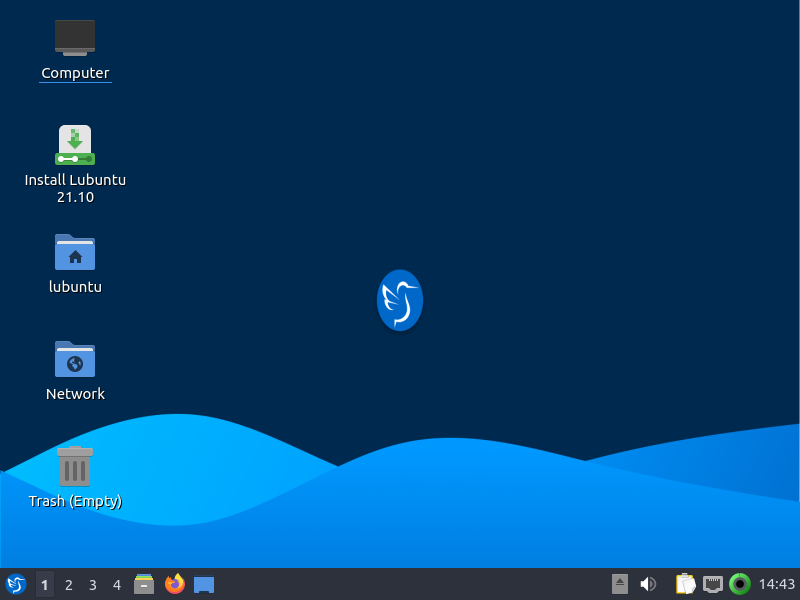
21.10(Impish Indri)
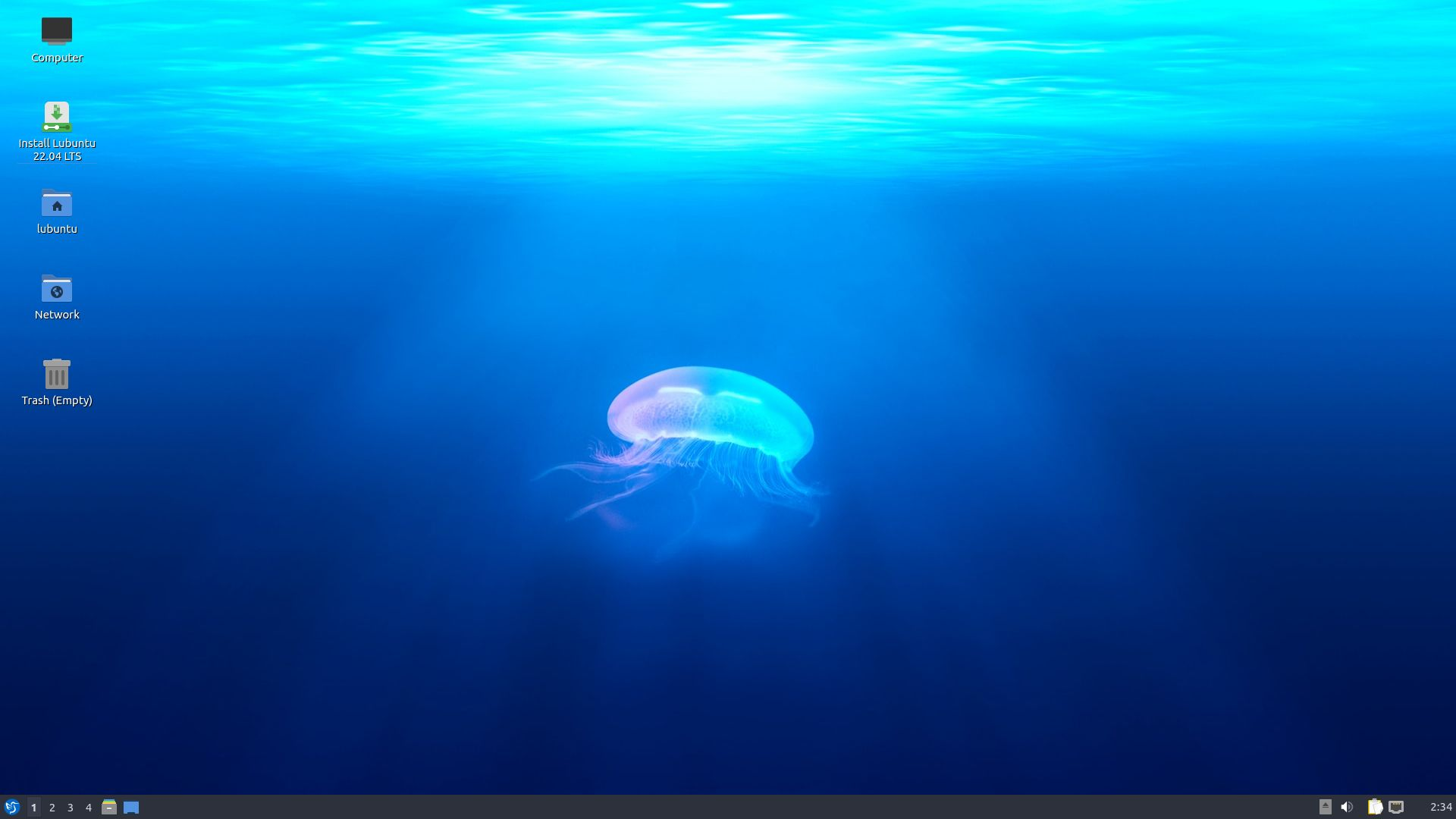
22.04(Jammy Jellyfish)
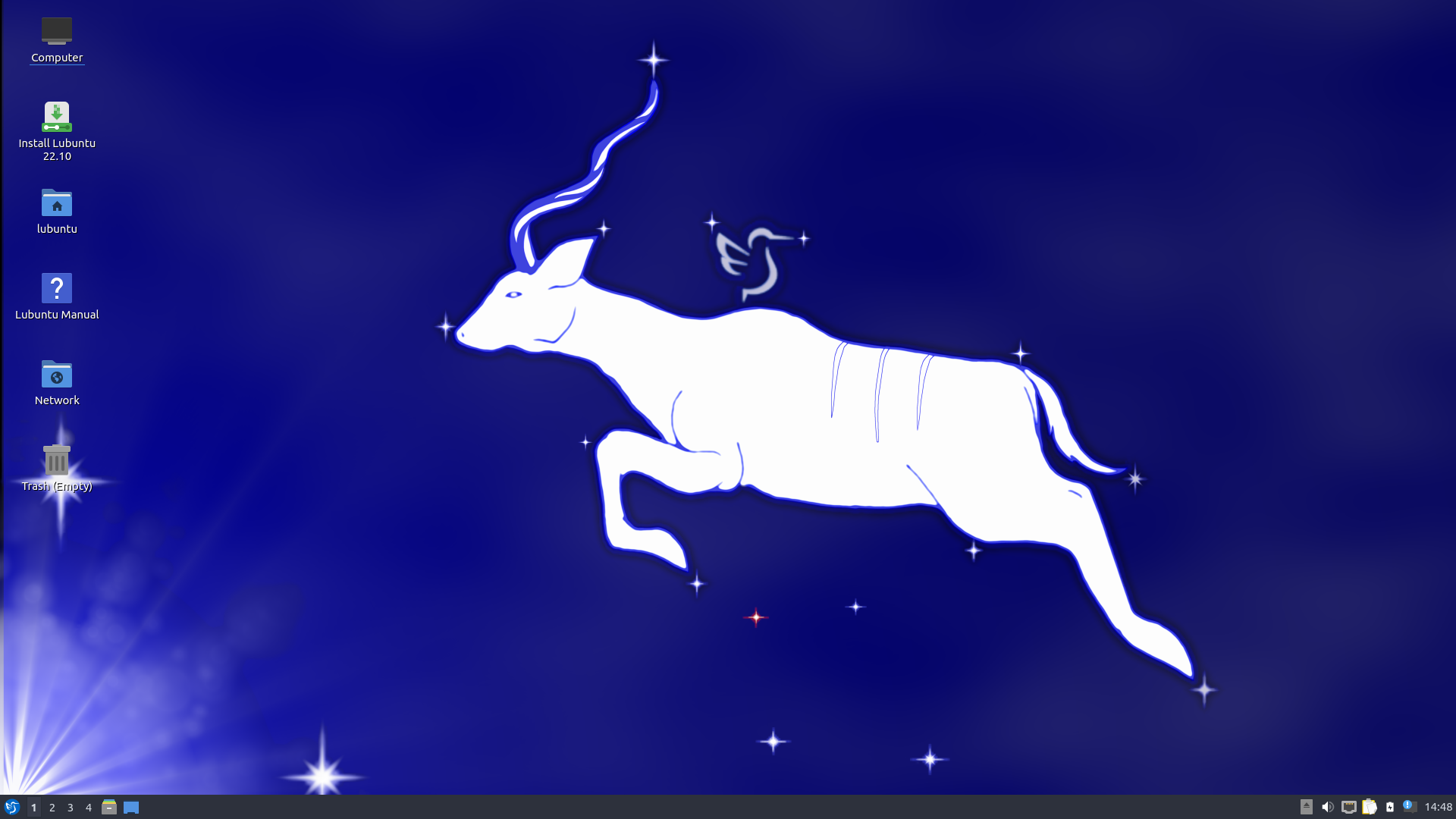
22.10(Kinetic Kudu)
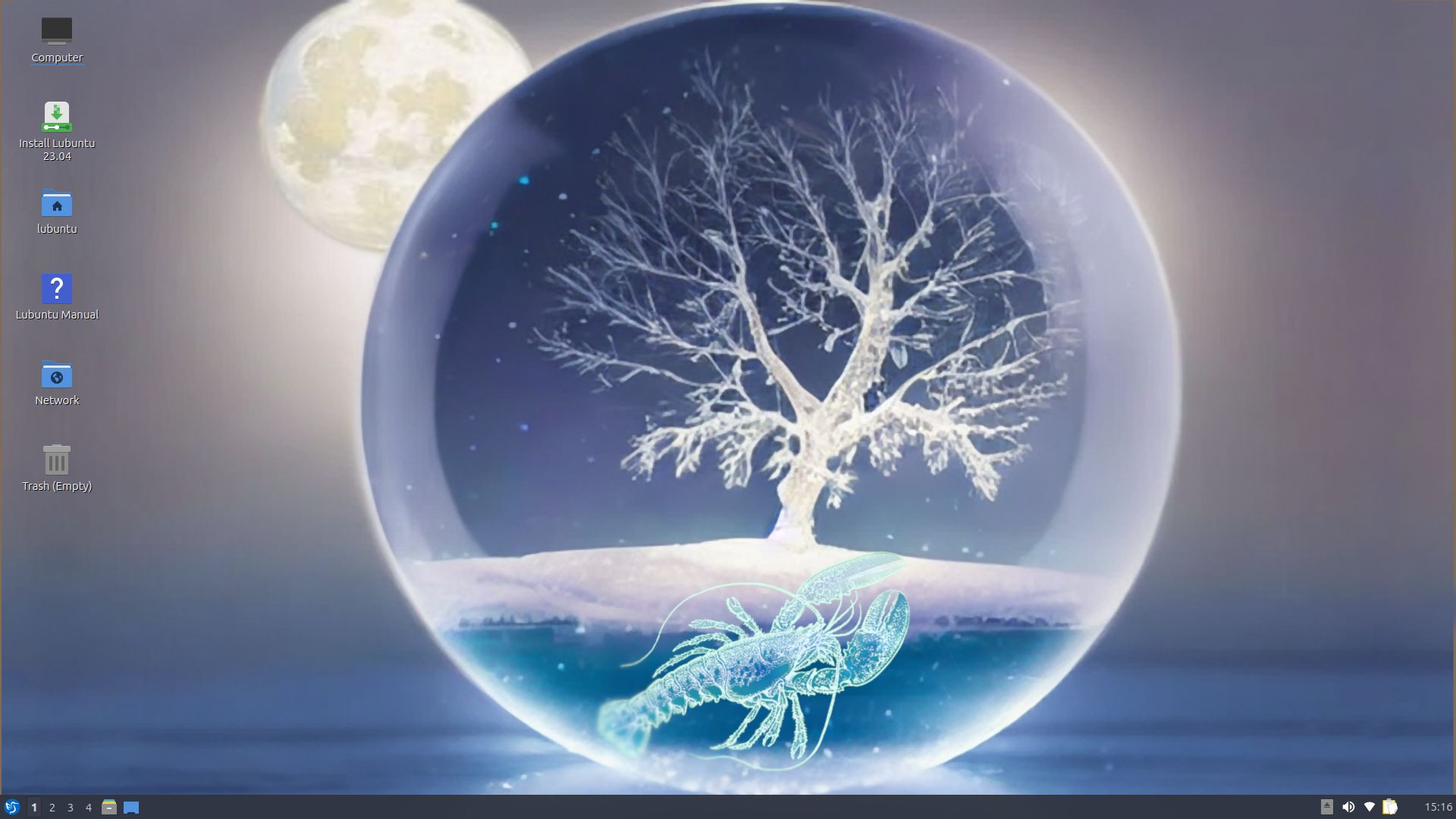
23.04(Lunar Lobster)
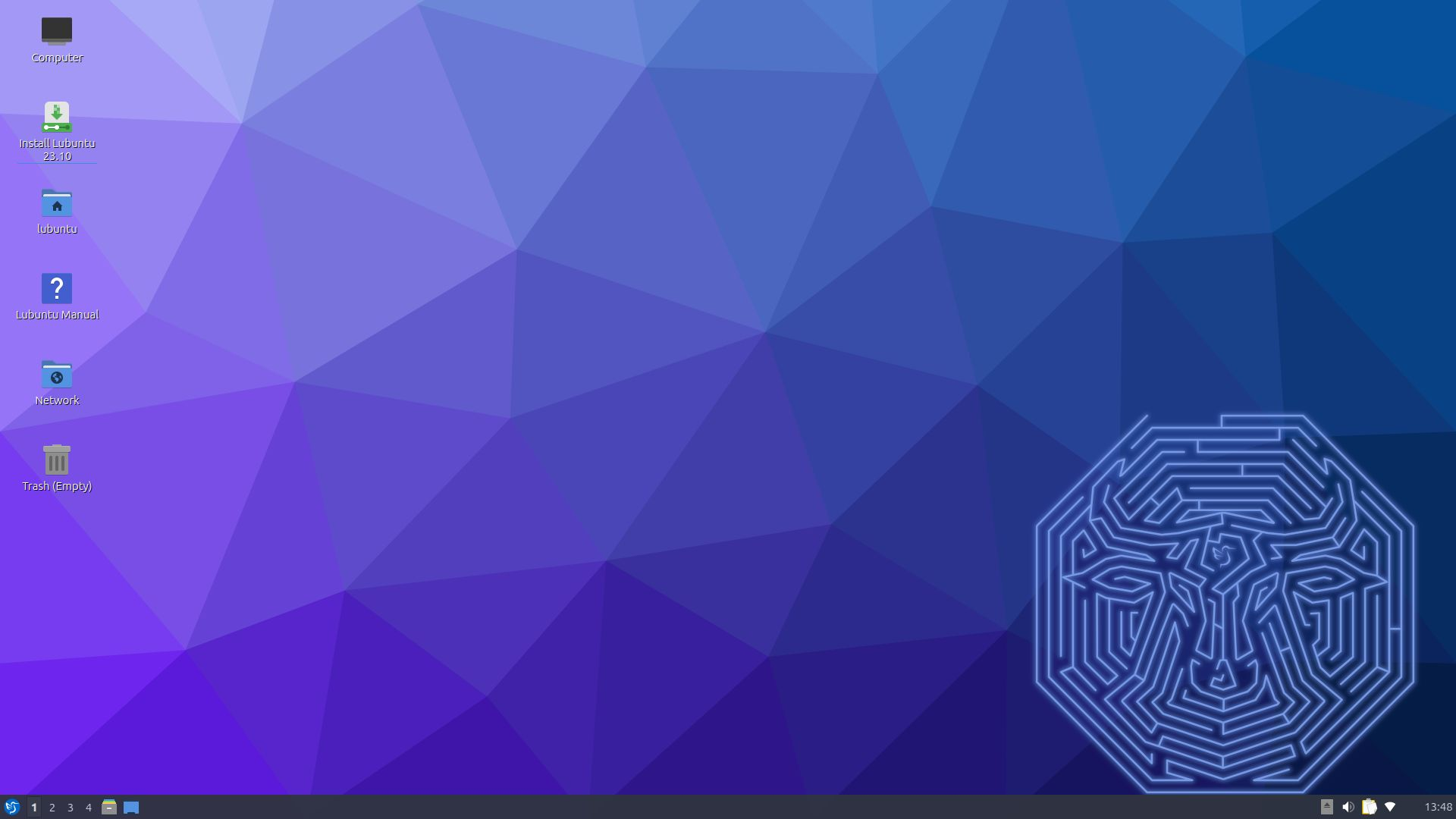
23.10(Mantic Minotaur)
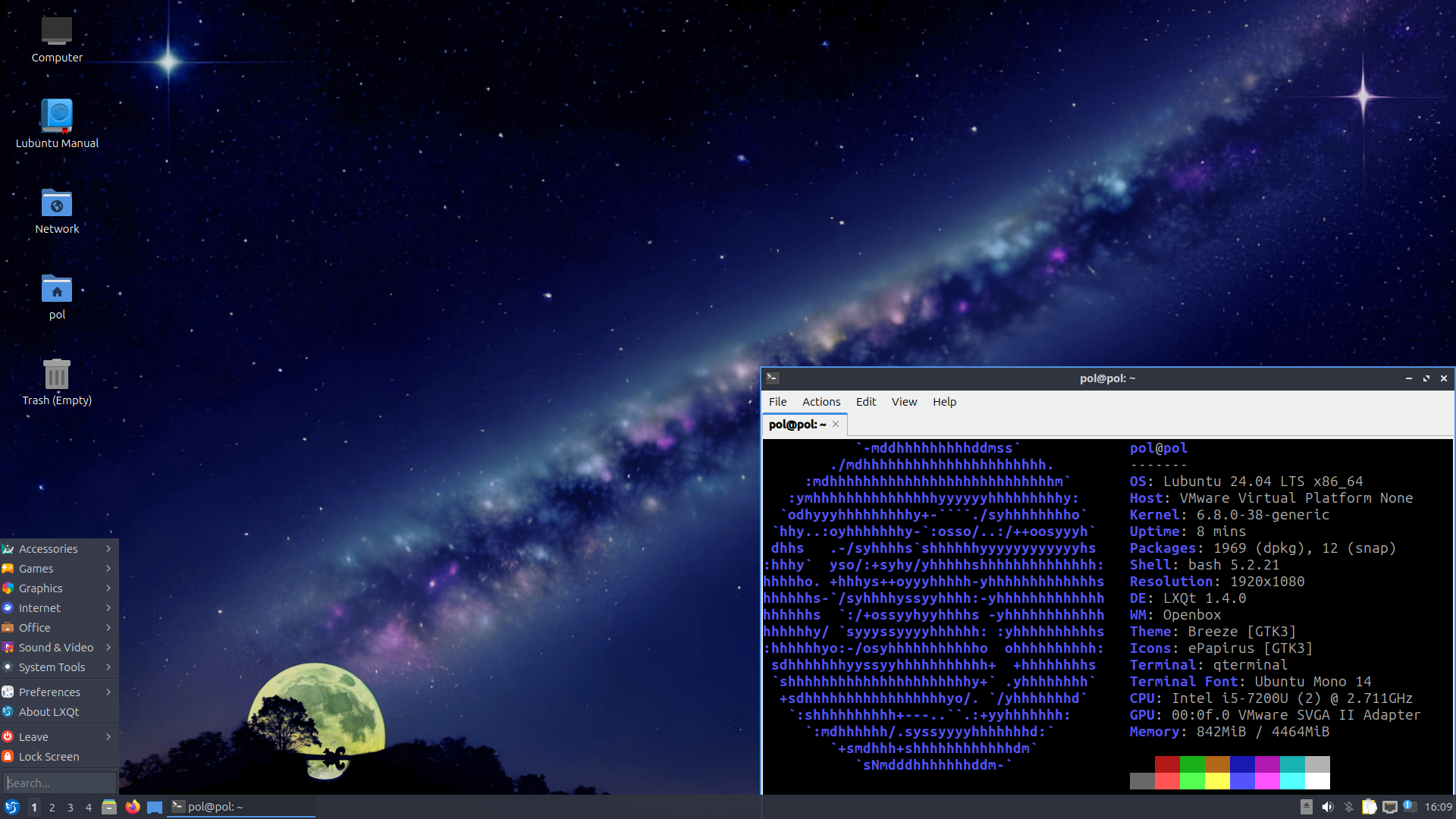
24.04(Noble Numbat)
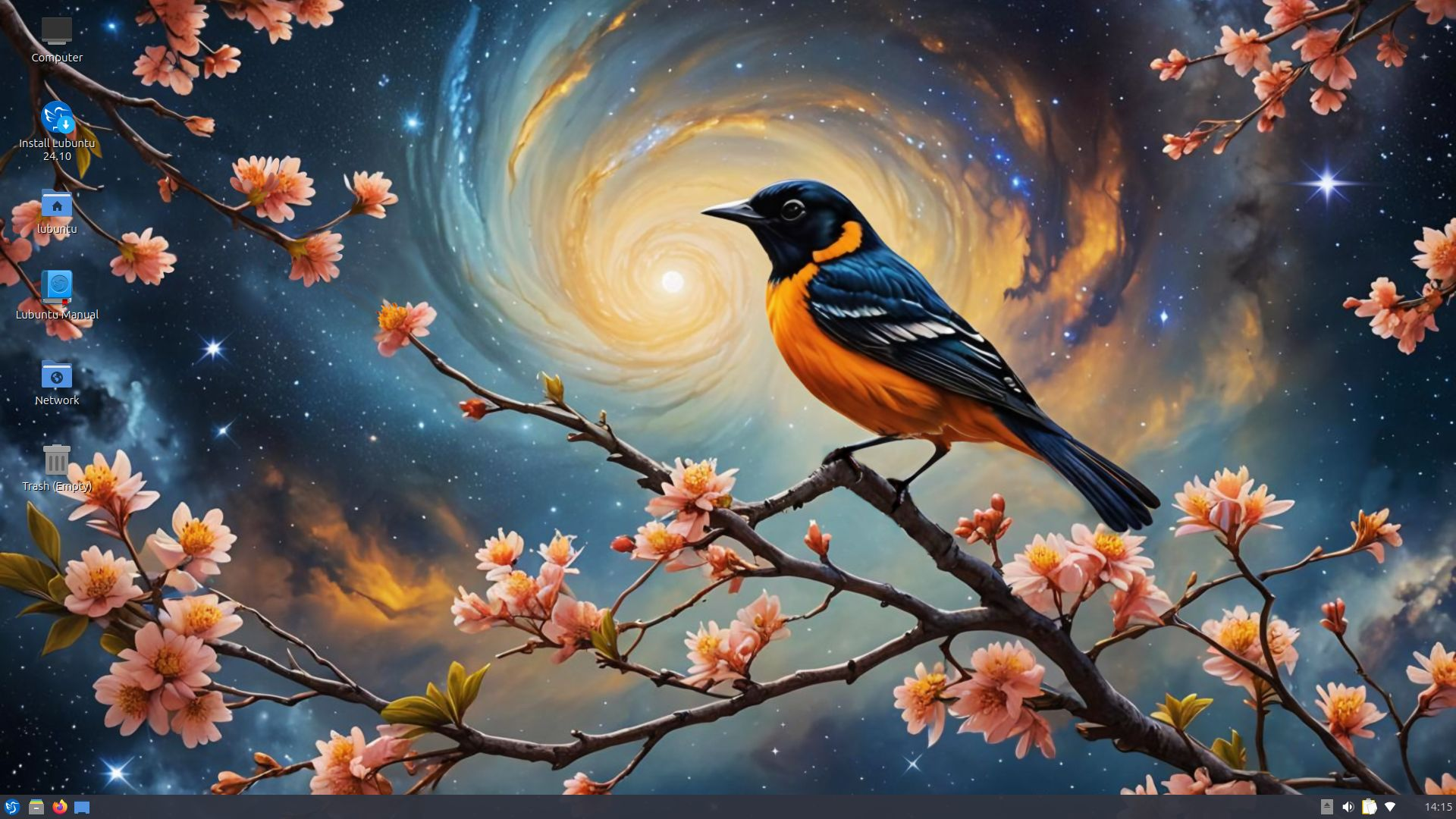
24.10(Oracular Oriole)
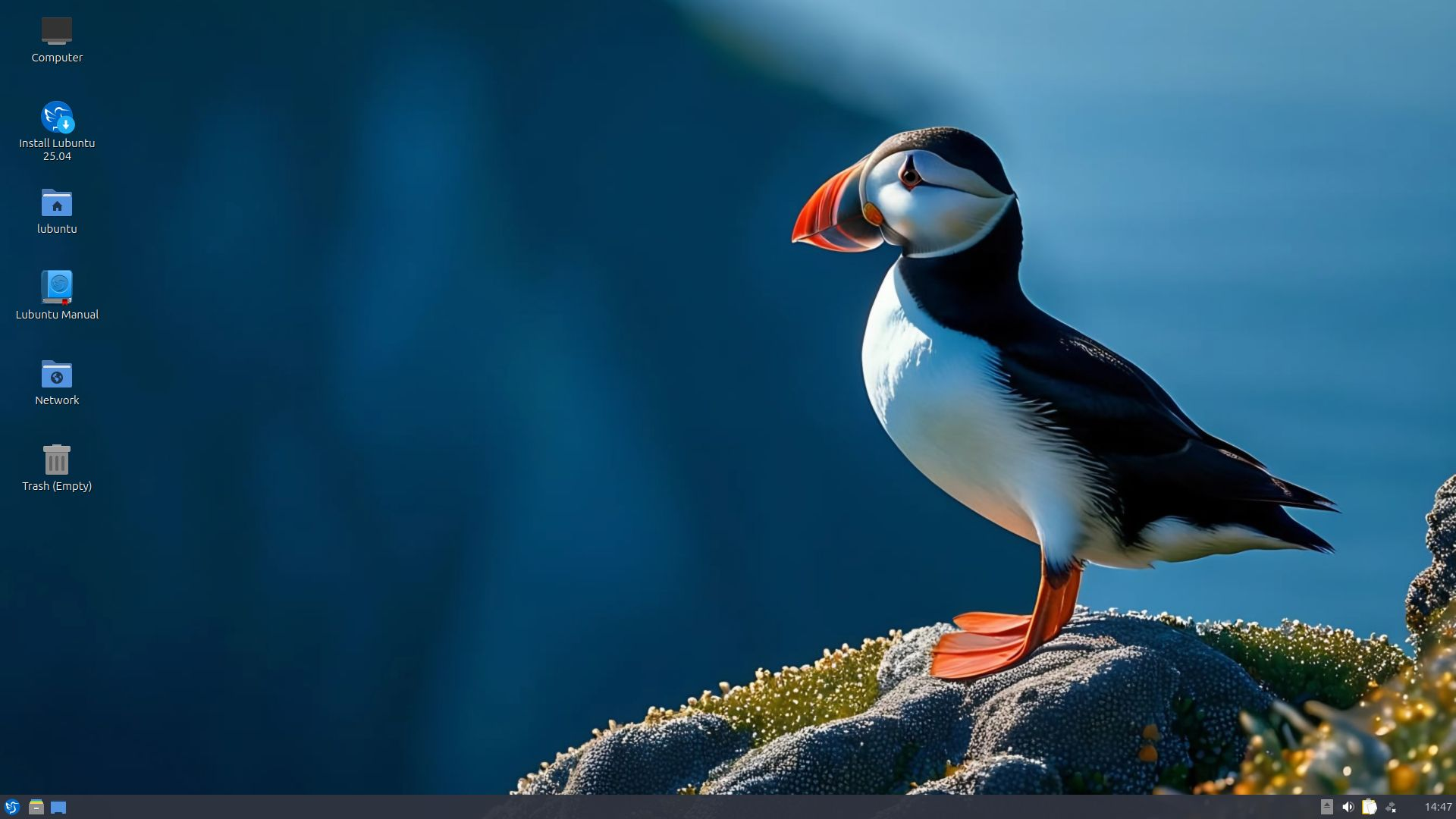
25.04(Plucky Puffin)